# Scolix
Scolix (Eigenschreibweise: scolix, ehemals AOL-Verlag) ist ein Verlag für Lehrmittel in Hamburg. Er gehört zur AAP Lehrerwelt GmbH, vormals AAP Lehrerfachverlage GmbH, einer hundertprozentigen Tochter des Stuttgarter Klett-Verlages.

## Geschichte
Der Verlag entstand aus einer Initiative von Lehrern, die in den 1970er Jahren am mittleren Oberrhein die Arbeitsgruppe Oberkircher Lehrmittel (AOL), einen gemeinnützigen Verein zur Herstellung praxisnaher Lehr- und Lernmittel, ins Leben riefen. Gegründet wurde der Verlag im Dezember 1980 im Lichtenauer Ortsteil Scherzheim von dem Ehepaar Hertha Beuschel-Menze und Frohmut Menze.
Im Jahr 2000 erwarb der Stuttgarter Klett-Verlag eine Mehrheitsbeteiligung an dem Unternehmen. Acht Jahre später, am 1. März 2008, wurde der Verlag dann der Persen Verlag GmbH in Buxtehude zugeordnet und der Firmensitz nach Buxtehude verlegt. Im Juli 2010 verschmolz der AOL-Verlag mit dem Persen Verlag und dem Auer Verlag – ebenfalls Tochterunternehmen des Klett-Verlags – zur AAP Lehrerfachverlage GmbH. Im Dezember 2012 zogen der AOL-Verlag und Persen Verlag gemeinsam nach Hamburg. 2019 wurde die AAP Lehrerfachverlage GmbH zur AAP Lehrerwelt GmbH umfirmiert.
Im November 2021 firmierte der Verlag zu scolix um.

## Verlagsprodukte
Engagiert unterrichten – begeistert lernen! ist das aktuelle Motto des Verlages. Der Verlag wendet sich in erster Linie an Lehrer, für die ein nachhaltiges und schülergerechtes Lernen im Zentrum ihres pädagogischen Interesses steht. Das Unternehmen verlegt Unterrichtshilfen, Ratgeber und Lehrmittel – von Lernboxen und Bilderdominos über Lapbooks und Werkstätten bis zu Methodentrainings und vielfältigem Material zu Teilleistungsstörungen. Die Lernbox mit dem 5-Fächer-Lernsystem ist weiterhin eines der wichtigsten Markenzeichen von scolix. Das gesamte Sortiment umfasst rund 500 Titel für nahezu alle Fächer der Grundschule und der Sekundarstufe I. Die meisten Produkte stehen als Buch und E-Book zur Verfügung. Downloadauszüge mit kurzen Unterrichtseinheiten runden das Verlagsportfolio ab.

## Vertrieb
Die Produkte werden in Deutschland, Österreich und der Schweiz über den verlagseigenen Webshop sowie über den stationären Buchhandel und den Online-Buchhandel vertrieben.